# 李世雄 (1931年)
李世雄（1931年—），男，广东番禺人，中华人民共和国工程师、政治人物，曾任深圳市政协副主席，第六、七、八届全国政协委员。